# Бор (городской округ)

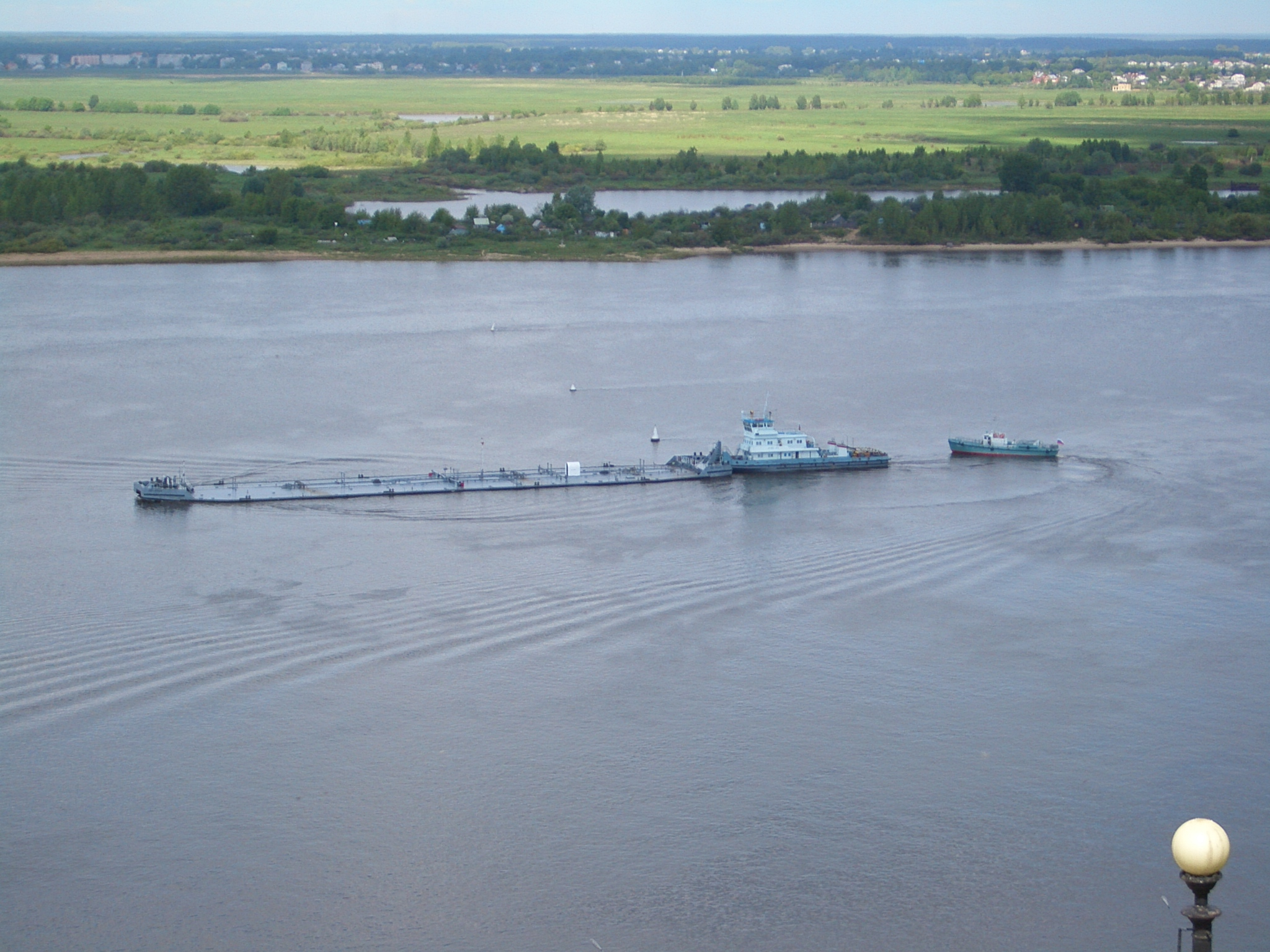
Луга и леса городского округа город Бор видны из центра Нижнего Новгорода

Го́род Бор или городско́й о́круг город Бор — административно-территориальное образование (город областного значения) и муниципальное образование со статусом городского округа в Нижегородской области России. До 2010 года составлял Борский район.
Административный центр — город Бор.

## География
Город областного значения с подчинёнными населёнными пунктами — городской округ — по площади является одним из самых крупных в Нижегородской области, расположен на левом берегу Волги, с юга непосредственно примыкает к городскому округу город Нижний Новгород (к Нижегородскому, Канавинскому, Московскому, Сормовскому городским районам). Также граничит на западе с Городецким районом, на северо-западе с Ковернинским районом, на севере с городским округом Семеновским, на северо-востоке с Воскресенским районом, на востоке и юго-востоке (через Волгу) с Лысковским районом, на юге (через Волгу) с Кстовским районом. Площадь округа — 360 000 гектаров.

## История
Борский район образован 20 июня 1929 года из Борской и Останкинской волостей Нижегородского уезда, а также Кантауровской и Юрасовской волостей Семёновского уезда. Входил с момента образования до сентября 1930 года в состав Нижегородского округа Нижегородской области (с 15 июля 1929 года — Нижегородский край), затем в прямом подчинении краевым властям.
20 января 1932 года в состав района вошли части соседних Балахнинского и Городецкого районов.
В октябре 1936 года часть территории (Сормовопролетарский и Шубинский сельсоветы) Борского района передана во вновь образованный Линдовский район.
14 октября 1942 года город Бор был выведен из состава района и наделён статусом города областного подчинения, но 5 ноября 1956 года опять получил статус районного города Борского района.
Осенью 1942 года Абвер разработал диверсионную операцию «Волжский вал». На территории Борского района Горьковской области местный истребительный батальон и сотрудники НКВД вели бой с большой группой немецких парашютистов, пытавшихся прорваться к мосту через Волгу.
17 мая 1962 года к Борскому району была присоединена часть территории упразднённого Работкинского района (Поссовет посёлка Память Парижской Коммуны).
9 апреля 1963 года в рамках хрущевской административно-территориальной реформы Борский район был упразднён. 6 поссоветов и Большеорловский сельсовет были присоединены к Борскому горсовету, а остальные 10 сельсоветов бывшего района вошли в состав Кстовского района. 15 января 1963 года Борский район был восстановлен, в его состав включены все входившие к 9 апрелю 1963 года территории, а также части Городецкого и Лысковского районов.
12 сентября 2000 года Законом Нижегородской области были упразднены муниципальные образования на территориях посёлков и сельсоветов в Борском районе: посёлок Большое Пикино, посёлок Керженец, посёлок Неклюдово, посёлок Октябрьский, посёлок Память Парижской Коммуны, посёлок Ситники, Большеорловский сельсовет, Городищинский сельсовет, Ивановский сельсовет, Ивонькинский сельсовет, Каликинский сельсовет, Кантауровский сельсовет, Ковровский сельсовет, Краснослободский сельсовет, Линдовский сельсовет, Останкинский сельсовет, Редькинский сельсовет, Рожновский сельсовет, Рустайский сельсовет, Спасский сельсовет, Чистоборский сельсовет, Чистопольский сельсовет, Ямновский сельсовет
Законами Нижегородской области от 11 октября 2004 года № 110-З и от 25 февраля 2005 года № 10-З, в составе муниципального образования Борский район было образовано 1 городское и 8 сельских поселений.
Законом Нижегородской области от 25 февраля 2005 года № 11-З, муниципальное образование Борский район было наделено статусом муниципального района.
В 2010 году административно-территориальное образование Борский район был преобразован в город областного значения Бор, а муниципальное образование Борский район был преобразован в городской округ город Бор. Тогда же все муниципальные образования — городское поселение город Бор и сельские поселения Кантауровский сельсовет, Краснослободский сельсовет, Линдовский сельсовет, Останкинский сельсовет, Память Парижской Коммуны сельсовет, Редькинский сельсовет, Ситниковский сельсовет, Ямновский сельсовет были упразднены, путём их объединения, в городской округ город Бор.

## Население
| 1939     | 1959     | 1970     | 1979     | 1989     | 2002     | 2008     | 2009     | 2010     |
| -------- | -------- | -------- | -------- | -------- | -------- | -------- | -------- | -------- |
| 96 883   | ↘67 328  | ↗89 119  | ↘79 047  | ↘71 011  | ↗125 573 | ↘76 223  | ↘75 990  | ↗121 023 |
| 2011     | 2012     | 2013     | 2014     | 2015     | 2016     | 2017     | 2018     | 2019     |
| ↘120 877 | ↗121 879 | ↗122 523 | ↗122 724 | ↘121 972 | ↗121 994 | ↘121 843 | ↘120 926 | ↘119 383 |
| 2020     | 2021     | 2023     | 2024     | 2025     |          |          |          |          |
| ↘118 156 | ↗119 183 | ↘117 831 | ↘117 552 | ↘117 287 |          |          |          |          |

## Административно-территориальное устройство
| № | Административно- территориальное (упразднённое муниципальное) образование | Административный центр           | Количество населённых пунктов | Население (чел.) | Площадь (км²) |
| - | ------------------------------------------------------------------------- | -------------------------------- | ----------------------------- | ---------------- | ------------- |
| 1 | город Бор                                                                 | город Бор                        | 1                             | ↘77 024          | Н/Д           |
| 2 | Кантауровский территориальный отдел                                       | село Кантаурово                  | 51                            | 7540             | Н/Д           |
| 3 | Краснослободский территориальный отдел                                    | деревня Красная Слобода          | 53                            | 3870             | Н/Д           |
| 4 | Линдовский территориальный отдел                                          | село Линда                       | 103                           | 9363             | Н/Д           |
| 5 | Останкинский территориальный отдел                                        | село Останкино                   | 17                            | 3237             | Н/Д           |
| 6 | Территориальный отдел ППК                                                 | посёлок Память Парижской Коммуны | 3                             | 3865             | Н/Д           |
| 7 | Редькинский территориальный отдел                                         | село Редькино                    | 39                            | 5639             | Н/Д           |
| 8 | Ситниковский территориальный отдел                                        | посёлок Ситники                  | 22                            | 5831             | Н/Д           |
| 9 | Ямновский территориальный отдел                                           | село Ямново                      | 13                            | 3620             | Н/Д           |

Функции управления административно-территориальными образованиями (сельсоветами) выполняют территориальные отделы администрации городского округа. Также территориальные отделы сформированы в посёлках Большое Пикино, Неклюдово и Октябрьский, являющихся микрорайонами города Бор.

### Населённые пункты
В состав города областного значения и городского округа входит 301 населённый пункт:
| №   | Населённый пункт               | Тип населённого пункта        | Население | Административно-территориальное образование |
| --- | ------------------------------ | ----------------------------- | --------- | ------------------------------------------- |
| 1   | Александровка                  | деревня                       | ↘0        | Линдовский сельсовет                        |
| 2   | Апраксино                      | деревня                       | ↗12       | Краснослободский сельсовет                  |
| 3   | Архипово                       | деревня                       | ↘13       | Линдовский сельсовет                        |
| 4   | Афанасовка                     | деревня                       | ↘4        | Линдовский сельсовет                        |
| 5   | Афанасово                      | деревня                       | ↘106      | Линдовский сельсовет                        |
| 6   | Белкино                        | деревня                       | ↘49       | Кантауровский сельсовет                     |
| 7   | Белкино                        | деревня                       | ↗78       | Ямновский сельсовет                         |
| 8   | Белоусово                      | деревня                       | ↘26       | Краснослободский сельсовет                  |
| 9   | Березовка                      | деревня                       | ↘43       | Кантауровский сельсовет                     |
| 10  | Березовка                      | деревня                       | ↘6        | Краснослободский сельсовет                  |
| 11  | Березовка                      | деревня                       | ↘7        | Линдовский сельсовет                        |
| 12  | Березовский                    | посёлок                       | ↘5        | Останкинский сельсовет                      |
| 13  | Блины                          | деревня                       | ↗8        | Редькинский сельсовет                       |
| 14  | Блохино                        | деревня                       | →3        | Останкинский сельсовет                      |
| 15  | Богдашево                      | деревня                       | ↘0        | Кантауровский сельсовет                     |
| 16  | Большая Захватиха              | деревня                       | ↘19       | Линдовский сельсовет                        |
| 17  | Большеорловское                | посёлок                       | ↗836      | Останкинский сельсовет                      |
| 18  | Большие Литвинки               | деревня                       | ↘0        | Линдовский сельсовет                        |
| 19  | Большое Покровское             | деревня                       | ↘22       | Линдовский сельсовет                        |
| 20  | Большое Содомово               | деревня                       | ↘71       | Кантауровский сельсовет                     |
| 21  | Большое Уткино                 | деревня                       | ↘14       | Краснослободский сельсовет                  |
| 22  | Бор                            | город, административный центр | ↘77 024   | Город Бор                                   |
| 23  | Борисовка                      | деревня                       | ↘39       | Ситниковский сельсовет                      |
| 24  | Борисово                       | деревня                       | ↘12       | Линдовский сельсовет                        |
| 25  | Боровица                       | деревня                       | ↘10       | Линдовский сельсовет                        |
| 26  | Боталово                       | деревня                       | ↗262      | Ситниковский сельсовет                      |
| 27  | Ботусино                       | деревня                       | ↘3        | Линдовский сельсовет                        |
| 28  | Боярское                       | деревня                       | ↗73       | Редькинский сельсовет                       |
| 29  | Бубново                        | деревня                       | ↘13       | Линдовский сельсовет                        |
| 30  | Бузуйки                        | деревня                       | →45       | Линдовский сельсовет                        |
| 31  | Бурнаково                      | деревня                       | ↗37       | Редькинский сельсовет                       |
| 32  | Быково                         | деревня                       | ↗7        | Линдовский сельсовет                        |
| 33  | Быстрое                        | деревня                       | ↘7        | Линдовский сельсовет                        |
| 34  | Ваганьково                     | деревня                       | ↘49       | Редькинский сельсовет                       |
| 35  | Валки                          | деревня                       | ↗34       | Линдовский сельсовет                        |
| 36  | Варначево                      | деревня                       | ↗33       | Краснослободский сельсовет                  |
| 37  | Васильково                     | деревня                       | ↘169      | Кантауровский сельсовет                     |
| 38  | Ватома                         | деревня                       | ↘47       | Редькинский сельсовет                       |
| 39  | Ватомский                      | посёлок                       | ↘5        | Останкинский сельсовет                      |
| 40  | Вернягово                      | деревня                       | ↘33       | Редькинский сельсовет                       |
| 41  | Верхнее                        | деревня                       | ↗11       | Линдовский сельсовет                        |
| 42  | Владимирово                    | деревня                       | ↗450      | Редькинский сельсовет                       |
| 43  | Власово                        | деревня                       | ↗63       | Ситниковский сельсовет                      |
| 44  | Волчиха                        | деревня                       | ↗8        | Линдовский сельсовет                        |
| 45  | Воронино                       | деревня                       | ↘11       | Краснослободский сельсовет                  |
| 46  | Вороново                       | деревня                       | →3        | Линдовский сельсовет                        |
| 47  | Восход                         | посёлок                       | ↘8        | Память Парижской Коммуны сельсовет          |
| 48  | Выползово                      | деревня                       | ↗4        | Краснослободский сельсовет                  |
| 49  | Высоково                       | деревня                       | ↘29       | Краснослободский сельсовет                  |
| 50  | Высоково                       | деревня                       | ↘3        | Линдовский сельсовет                        |
| 51  | Вяз                            | посёлок                       | ↗64       | Останкинский сельсовет                      |
| 52  | Вязилка                        | деревня                       | ↘47       | Ямновский сельсовет                         |
| 53  | Вязовка                        | деревня                       | ↗36       | Редькинский сельсовет                       |
| 54  | Вязовое                        | деревня                       | →0        | Линдовский сельсовет                        |
| 55  | Вяловское                      | деревня                       | ↗8        | Линдовский сельсовет                        |
| 56  | Ганино                         | деревня                       | ↘1        | Линдовский сельсовет                        |
| 57  | Глазково                       | деревня                       | ↗29       | Редькинский сельсовет                       |
| 58  | Глазовка                       | деревня                       | ↘2        | Линдовский сельсовет                        |
| 59  | Глубинный                      | посёлок                       | ↗19       | Ситниковский сельсовет                      |
| 60  | Горелово                       | деревня                       | ↗215      | Краснослободский сельсовет                  |
| 61  | Городищи                       | село                          | ↘375      | Краснослободский сельсовет                  |
| 62  | Городное                       | деревня                       | ↗74       | Ямновский сельсовет                         |
| 63  | Грязново                       | деревня                       | ↗28       | Ситниковский сельсовет                      |
| 64  | Гусево                         | деревня                       | ↘17       | Линдовский сельсовет                        |
| 65  | Дерябино                       | деревня                       | ↘17       | Кантауровский сельсовет                     |
| 66  | Доенки                         | деревня                       | ↘27       | Линдовский сельсовет                        |
| 67  | Долгово                        | деревня                       | ↘1        | Кантауровский сельсовет                     |
| 68  | Долгово                        | деревня                       | ↘4        | Краснослободский сельсовет                  |
| 69  | Долгово                        | деревня                       | ↘61       | Ямновский сельсовет                         |
| 70  | Дресвино                       | деревня                       | ↘3        | Линдовский сельсовет                        |
| 71  | Дроздово                       | деревня                       | ↘51       | Кантауровский сельсовет                     |
| 72  | Дрюково                        | село                          | ↗37       | Линдовский сельсовет                        |
| 73  | Дубенки                        | деревня                       | ↘21       | Краснослободский сельсовет                  |
| 74  | Дубенки                        | деревня                       | ↘0        | Линдовский сельсовет                        |
| 75  | Дуплево                        | деревня                       | ↘13       | Редькинский сельсовет                       |
| 76  | Ежово                          | деревня                       | ↘2        | Краснослободский сельсовет                  |
| 77  | Ежово                          | деревня                       | →35       | Останкинский сельсовет                      |
| 78  | Елевая                         | деревня                       | ↘227      | Редькинский сельсовет                       |
| 79  | Елисино                        | деревня                       | ↘23       | Редькинский сельсовет                       |
| 80  | Елькино                        | деревня                       | ↘0        | Кантауровский сельсовет                     |
| 81  | Железнодорожный                | посёлок                       | ↘2332     | Ситниковский сельсовет                      |
| 82  | Жуковка                        | деревня                       | ↘96       | Память Парижской Коммуны сельсовет          |
| 83  | Журавли                        | деревня                       | ↘5        | Линдовский сельсовет                        |
| 84  | Заборье                        | деревня                       | ↗327      | Редькинский сельсовет                       |
| 85  | Завражное                      | деревня                       | ↗28       | Линдовский сельсовет                        |
| 86  | Завражное                      | деревня                       | ↘205      | Ямновский сельсовет                         |
| 87  | Залесная                       | деревня                       | ↘2        | Линдовский сельсовет                        |
| 88  | Запрудное                      | деревня                       | ↘15       | Линдовский сельсовет                        |
| 89  | Запрудное                      | деревня                       | ↗165      | Кантауровский сельсовет                     |
| 90  | Заречный                       | посёлок                       | →53       | Линдовский сельсовет                        |
| 91  | Заскочиха                      | деревня                       | ↗98       | Останкинский сельсовет                      |
| 92  | Захарово                       | деревня                       | ↘3        | Линдовский сельсовет                        |
| 93  | Зименки                        | деревня                       | ↘15       | Линдовский сельсовет                        |
| 94  | Зименки                        | деревня                       | ↘74       | Останкинский сельсовет                      |
| 95  | Зинькино                       | деревня                       | →0        | Линдовский сельсовет                        |
| 96  | Золотово                       | деревня                       | ↗146      | Ситниковский сельсовет                      |
| 97  | Зоренки                        | деревня                       | ↘7        | Линдовский сельсовет                        |
| 98  | Зрилки                         | деревня                       | ↘7        | Линдовский сельсовет                        |
| 99  | Зубово                         | деревня                       | ↘4        | Краснослободский сельсовет                  |
| 100 | Зуево                          | деревня                       | ↘248      | Кантауровский сельсовет                     |
| 101 | Зыково                         | деревня                       | ↘86       | Ситниковский сельсовет                      |
| 102 | Ивановское                     | деревня                       | ↗21       | Краснослободский сельсовет                  |
| 103 | Ивановское                     | деревня                       | ↘2        | Линдовский сельсовет                        |
| 104 | Ивановское                     | село                          | ↘373      | Ямновский сельсовет                         |
| 105 | Ивонькино                      | деревня                       | ↗168      | Краснослободский сельсовет                  |
| 106 | Ильинское                      | деревня                       | ↘74       | Краснослободский сельсовет                  |
| 107 | Каликино                       | деревня                       | ↘1769     | Кантауровский сельсовет                     |
| 108 | Кантаурово                     | село                          | ↘2169     | Кантауровский сельсовет                     |
| 109 | Квасово                        | деревня                       | ↗161      | Ситниковский сельсовет                      |
| 110 | Керженец                       | посёлок                       | ↘520      | Краснослободский сельсовет                  |
| 111 | Киселиха                       | посёлок станции               | ↘77       | Ситниковский сельсовет                      |
| 112 | Клеево                         | деревня                       | ↘0        | Линдовский сельсовет                        |
| 113 | Клинцово                       | деревня                       | ↘1        | Линдовский сельсовет                        |
| 114 | Клюкино                        | деревня                       | ↗73       | Редькинский сельсовет                       |
| 115 | Княжево                        | деревня                       | ↗31       | Краснослободский сельсовет                  |
| 116 | Коврово                        | деревня                       | ↗20       | Линдовский сельсовет                        |
| 117 | Колобово                       | деревня                       | ↗112      | Редькинский сельсовет                       |
| 118 | Кольцово                       | деревня                       | ↘67       | Краснослободский сельсовет                  |
| 119 | Комарово                       | деревня                       | ↘6        | Останкинский сельсовет                      |
| 120 | Корелка                        | деревня                       | ↘19       | Линдовский сельсовет                        |
| 121 | Коринка                        | деревня                       | ↗75       | Краснослободский сельсовет                  |
| 122 | Коровино                       | деревня                       | ↘19       | Линдовский сельсовет                        |
| 123 | Королево                       | деревня                       | ↘46       | Кантауровский сельсовет                     |
| 124 | Косарево                       | деревня                       | ↗1        | Кантауровский сельсовет                     |
| 125 | Костино                        | деревня                       | ↗146      | Редькинский сельсовет                       |
| 126 | Красная Слобода                | деревня                       | ↘870      | Краснослободский сельсовет                  |
| 127 | Красногорка                    | деревня                       | →19       | Линдовский сельсовет                        |
| 128 | Красноярье                     | деревня                       | ↘8        | Линдовский сельсовет                        |
| 129 | Кресты                         | деревня                       | ↘13       | Линдовский сельсовет                        |
| 130 | Кривцово                       | деревня                       | →0        | Линдовский сельсовет                        |
| 131 | Круглово                       | деревня                       | ↘25       | Краснослободский сельсовет                  |
| 132 | Круглое                        | деревня                       | ↘2        | Линдовский сельсовет                        |
| 133 | Крутец                         | деревня                       | ↘25       | Кантауровский сельсовет                     |
| 134 | Крутец                         | деревня                       | ↘0        | Линдовский сельсовет                        |
| 135 | Куземино                       | деревня                       | ↗88       | Редькинский сельсовет                       |
| 136 | Кузнечиха                      | деревня                       | ↘4        | Линдовский сельсовет                        |
| 137 | Кунавино                       | деревня                       | ↘0        | Линдовский сельсовет                        |
| 138 | Курочкино                      | деревня                       | ↘6        | Краснослободский сельсовет                  |
| 139 | Лапино                         | деревня                       | ↗73       | Ситниковский сельсовет                      |
| 140 | Лебяжье                        | деревня                       | →0        | Кантауровский сельсовет                     |
| 141 | Линда                          | село                          | ↘4783     | Линдовский сельсовет                        |
| 142 | Линдо-Пустынь                  | деревня                       | ↘152      | Кантауровский сельсовет                     |
| 143 | Линдо-Усад                     | деревня                       | ↗3        | Кантауровский сельсовет                     |
| 144 | Лискино                        | деревня                       | ↗2        | Линдовский сельсовет                        |
| 145 | Лихачево                       | деревня                       | ↘18       | Краснослободский сельсовет                  |
| 146 | Лунино                         | деревня                       | ↘14       | Линдовский сельсовет                        |
| 147 | Макарово                       | деревня                       | ↘8        | Краснослободский сельсовет                  |
| 148 | Малая Захватиха                | деревня                       | ↘4        | Линдовский сельсовет                        |
| 149 | Малое Покровское               | деревня                       | ↘16       | Линдовский сельсовет                        |
| 150 | Малое Ситниково                | деревня                       | ↘13       | Кантауровский сельсовет                     |
| 151 | Малое Содомово                 | деревня                       | ↘0        | Кантауровский сельсовет                     |
| 152 | Малое Уткино                   | деревня                       | ↗3        | Краснослободский сельсовет                  |
| 153 | Малые Литвинки                 | деревня                       | ↘0        | Линдовский сельсовет                        |
| 154 | Мамакино                       | деревня                       | ↘44       | Линдовский сельсовет                        |
| 155 | Марково                        | деревня                       | ↗66       | Редькинский сельсовет                       |
| 156 | Матвеевка                      | деревня                       | ↘10       | Редькинский сельсовет                       |
| 157 | Матюшки                        | деревня                       | →2        | Линдовский сельсовет                        |
| 158 | Медведково                     | деревня                       | ↗163      | Ситниковский сельсовет                      |
| 159 | Межуйки                        | деревня                       | ↘30       | Останкинский сельсовет                      |
| 160 | Мешково                        | деревня                       | ↗29       | Кантауровский сельсовет                     |
| 161 | Милютино                       | деревня                       | →0        | Линдовский сельсовет                        |
| 162 | Минино                         | деревня                       | ↗26       | Кантауровский сельсовет                     |
| 163 | Митюшино                       | деревня                       | ↘10       | Линдовский сельсовет                        |
| 164 | Молостово                      | деревня                       | →25       | Линдовский сельсовет                        |
| 165 | Мордвинки                      | деревня                       | ↗20       | Линдовский сельсовет                        |
| 166 | Морозово                       | деревня                       | →0        | Линдовский сельсовет                        |
| 167 | Мыс                            | деревня                       | ↘24       | Ситниковский сельсовет                      |
| 168 | Мякотинское                    | деревня                       | ↗15       | Краснослободский сельсовет                  |
| 169 | Нагаево                        | деревня                       | ↘5        | Кантауровский сельсовет                     |
| 170 | Нагорный                       | посёлок                       | ↘19       | Ситниковский сельсовет                      |
| 171 | Наумово                        | деревня                       | ↘10       | Кантауровский сельсовет                     |
| 172 | Некрасово                      | деревня                       | →0        | Линдовский сельсовет                        |
| 173 | Нечаево                        | деревня                       | ↗27       | Ямновский сельсовет                         |
| 174 | Никиткино                      | деревня                       | ↗12       | Ямновский сельсовет                         |
| 175 | Николино-Кулига                | деревня                       | ↘112      | Линдовский сельсовет                        |
| 176 | Никольское                     | деревня                       | ↘1        | Кантауровский сельсовет                     |
| 177 | Никольское                     | деревня                       | →0        | Линдовский сельсовет                        |
| 178 | Ножово                         | деревня                       | ↘1        | Линдовский сельсовет                        |
| 179 | Обмелюхино                     | деревня                       | ↗5        | Линдовский сельсовет                        |
| 180 | Овечкино                       | деревня                       | ↘600      | Редькинский сельсовет                       |
| 181 | Оголихино                      | деревня                       | ↗6        | Кантауровский сельсовет                     |
| 182 | Одинцы                         | деревня                       | ↘15       | Линдовский сельсовет                        |
| 183 | Озерки                         | деревня                       | ↗8        | Краснослободский сельсовет                  |
| 184 | Оманово                        | деревня                       | ↗512      | Краснослободский сельсовет                  |
| 185 | Опалиха                        | деревня                       | ↘9        | Краснослободский сельсовет                  |
| 186 | Орехово                        | деревня                       | ↗36       | Редькинский сельсовет                       |
| 187 | Орешки                         | деревня                       | ↗14       | Линдовский сельсовет                        |
| 188 | Орлово                         | деревня                       | ↘69       | Останкинский сельсовет                      |
| 189 | Орловский                      | посёлок                       | →0        | Останкинский сельсовет                      |
| 190 | Осинки                         | деревня                       | ↘0        | Линдовский сельсовет                        |
| 191 | Останкино                      | деревня                       | ↘2        | Краснослободский сельсовет                  |
| 192 | Останкино                      | село                          | ↘1467     | Останкинский сельсовет                      |
| 193 | Остреево                       | деревня                       | ↘160      | Линдовский сельсовет                        |
| 194 | Охлобыстино                    | деревня                       | ↘3        | Кантауровский сельсовет                     |
| 195 | Охотино                        | деревня                       | ↘1        | Линдовский сельсовет                        |
| 196 | Память Парижской Коммуны       | посёлок                       | ↘3519     | Память Парижской Коммуны сельсовет          |
| 197 | Первое Мая                     | посёлок                       | ↘10       | Ямновский сельсовет                         |
| 198 | Першино                        | деревня                       | ↘28       | Кантауровский сельсовет                     |
| 199 | Петрово                        | деревня                       | ↗24       | Редькинский сельсовет                       |
| 200 | Петухово                       | деревня                       | ↗25       | Кантауровский сельсовет                     |
| 201 | Пикино                         | деревня                       | ↗38       | Краснослободский сельсовет                  |
| 202 | Пикинские Гривы                | деревня                       | ↗39       | Краснослободский сельсовет                  |
| 203 | Пионерский                     | посёлок                       | ↘49       | Краснослободский сельсовет                  |
| 204 | Пионерское                     | деревня                       | ↘99       | Останкинский сельсовет                      |
| 205 | Пирогово                       | деревня                       | ↘1        | Линдовский сельсовет                        |
| 206 | Пичугино                       | деревня                       | ↗204      | Редькинский сельсовет                       |
| 207 | Плахино                        | деревня                       | ↘0        | Линдовский сельсовет                        |
| 208 | Плотинка                       | деревня                       | ↗653      | Ямновский сельсовет                         |
| 209 | Побегайки                      | деревня                       | ↘29       | Краснослободский сельсовет                  |
| 210 | Подкопайки                     | деревня                       | ↘10       | Кантауровский сельсовет                     |
| 211 | Подлужки                       | деревня                       | ↘7        | Линдовский сельсовет                        |
| 212 | Подрезово                      | деревня                       | ↘138      | Кантауровский сельсовет                     |
| 213 | Полевой                        | посёлок                       | ↗54       | Краснослободский сельсовет                  |
| 214 | Попово                         | деревня                       | ↘128      | Кантауровский сельсовет                     |
| 215 | Попово                         | деревня                       | ↗48       | Линдовский сельсовет                        |
| 216 | Посёлок Шпалозавода            | посёлок                       | ↘874      | Кантауровский сельсовет                     |
| 217 | Потемино                       | деревня                       | →26       | Краснослободский сельсовет                  |
| 218 | Приклонное                     | деревня                       | ↘0        | Кантауровский сельсовет                     |
| 219 | Приречный                      | посёлок                       | ↘11       | Краснослободский сельсовет                  |
| 220 | Пумра                          | деревня                       | ↘20       | Редькинский сельсовет                       |
| 221 | Путьково                       | деревня                       | ↘33       | Редькинский сельсовет                       |
| 222 | Развилье                       | село                          | ↘34       | Краснослободский сельсовет                  |
| 223 | Разгуляйки                     | деревня                       | ↘6        | Краснослободский сельсовет                  |
| 224 | Разливайки                     | деревня                       | ↗41       | Линдовский сельсовет                        |
| 225 | Редькино                       | село                          | ↗1423     | Редькинский сельсовет                       |
| 226 | Рекшино                        | деревня                       | ↘417      | Кантауровский сельсовет                     |
| 227 | Родимиха                       | деревня                       | →5        | Линдовский сельсовет                        |
| 228 | Рожново                        | деревня                       | ↗52       | Редькинский сельсовет                       |
| 229 | Рустай                         | посёлок                       | ↘399      | Останкинский сельсовет                      |
| 230 | Рябинки                        | деревня                       | ↗7        | Краснослободский сельсовет                  |
| 231 | Рябчиково                      | деревня                       | ↘0        | Линдовский сельсовет                        |
| 232 | Савино                         | деревня                       | ↘44       | Краснослободский сельсовет                  |
| 233 | Садовая                        | деревня                       | ↘3        | Редькинский сельсовет                       |
| 234 | Санда                          | деревня                       | ↘0        | Кантауровский сельсовет                     |
| 235 | Сверчково                      | деревня                       | ↘3        | Краснослободский сельсовет                  |
| 236 | Свободное                      | деревня                       | ↘4        | Краснослободский сельсовет                  |
| 237 | Святица                        | деревня                       | ↘2        | Линдовский сельсовет                        |
| 238 | Селищи                         | деревня                       | ↘17       | Краснослободский сельсовет                  |
| 239 | Селищи                         | село                          | ↘430      | Ямновский сельсовет                         |
| 240 | Синцово                        | деревня                       | ↘18       | Редькинский сельсовет                       |
| 241 | Ситники                        | посёлок                       | ↗1401     | Ситниковский сельсовет                      |
| 242 | Ситниково                      | деревня                       | ↘116      | Кантауровский сельсовет                     |
| 243 | Скородумки                     | деревня                       | ↘1        | Линдовский сельсовет                        |
| 244 | Скородумки                     | деревня                       | ↘5        | Редькинский сельсовет                       |
| 245 | Слободское                     | деревня                       | ↗137      | Линдовский сельсовет                        |
| 246 | Смышляйки                      | деревня                       | ↘0        | Линдовский сельсовет                        |
| 247 | Совхоз «Сормовский Пролетарий» | посёлок                       | ↘934      | Линдовский сельсовет                        |
| 248 | Соколово                       | деревня                       | ↘2        | Кантауровский сельсовет                     |
| 249 | Соловково                      | деревня                       | ↗21       | Кантауровский сельсовет                     |
| 250 | Соловьёво                      | деревня                       | ↗3        | Кантауровский сельсовет                     |
| 251 | Соломатки                      | деревня                       | ↗3        | Линдовский сельсовет                        |
| 252 | Сосновка                       | деревня                       | ↗6        | Редькинский сельсовет                       |
| 253 | Сосновый Бор                   | посёлок                       | →0        | Ситниковский сельсовет                      |
| 254 | Софроново                      | деревня                       | ↘100      | Ситниковский сельсовет                      |
| 255 | Сошники                        | деревня                       | ↗54       | Редькинский сельсовет                       |
| 256 | Спасское                       | село                          | ↘591      | Линдовский сельсовет                        |
| 257 | Страхово                       | деревня                       | ↘7        | Ситниковский сельсовет                      |
| 258 | Сунгурово                      | деревня                       | ↘15       | Краснослободский сельсовет                  |
| 259 | Сырохватово                    | деревня                       | ↗107      | Кантауровский сельсовет                     |
| 260 | Сысаиха                        | деревня                       | →0        | Линдовский сельсовет                        |
| 261 | Тайново                        | деревня                       | ↗488      | Ситниковский сельсовет                      |
| 262 | Тайное                         | деревня                       | ↗9        | Кантауровский сельсовет                     |
| 263 | Тарасово                       | деревня                       | ↘31       | Краснослободский сельсовет                  |
| 264 | Телятьево                      | деревня                       | ↗75       | Ситниковский сельсовет                      |
| 265 | Темряшино                      | деревня                       | ↗187      | Ситниковский сельсовет                      |
| 266 | Торчилово                      | деревня                       | ↘17       | Редькинский сельсовет                       |
| 267 | Трубниково                     | деревня                       | ↘55       | Краснослободский сельсовет                  |
| 268 | Трутнево                       | деревня                       | ↘46       | Останкинский сельсовет                      |
| 269 | Тугарино                       | деревня                       | ↘125      | Ямновский сельсовет                         |
| 270 | Тузеево                        | деревня                       | ↘60       | Линдовский сельсовет                        |
| 271 | Тушнино                        | деревня                       | ↘30       | Редькинский сельсовет                       |
| 272 | Тюлени                         | деревня                       | →0        | Линдовский сельсовет                        |
| 273 | Тюрино                         | деревня                       | ↗47       | Кантауровский сельсовет                     |
| 274 | Узлово                         | деревня                       | ↘12       | Кантауровский сельсовет                     |
| 275 | Ульяниха                       | деревня                       | ↘6        | Редькинский сельсовет                       |
| 276 | Ульяново                       | деревня                       | ↗61       | Кантауровский сельсовет                     |
| 277 | Уткино                         | деревня                       | ↗64       | Кантауровский сельсовет                     |
| 278 | Уткино                         | деревня                       | ↘37       | Линдовский сельсовет                        |
| 279 | Ушенино                        | деревня                       | ↗6        | Редькинский сельсовет                       |
| 280 | Филимонцево                    | деревня                       | ↘15       | Линдовский сельсовет                        |
| 281 | Филипповское                   | деревня                       | ↘151      | Кантауровский сельсовет                     |
| 282 | Хвалынки                       | деревня                       | →5        | Линдовский сельсовет                        |
| 283 | Хмелево                        | деревня                       | →0        | Линдовский сельсовет                        |
| 284 | Хрипуново                      | деревня                       | ↘18       | Линдовский сельсовет                        |
| 285 | Хрущево                        | деревня                       | ↗81       | Ситниковский сельсовет                      |
| 286 | Чернозёрье                     | посёлок                       | →1        | Останкинский сельсовет                      |
| 287 | Чернолесская Пустынь           | деревня                       | ↘93       | Линдовский сельсовет                        |
| 288 | Чернораменье                   | деревня                       | →6        | Редькинский сельсовет                       |
| 289 | Чернуха                        | деревня                       | ↗3        | Линдовский сельсовет                        |
| 290 | Чистое Борское                 | посёлок                       | ↗1249     | Редькинский сельсовет                       |
| 291 | Чистое Поле                    | село                          | ↗852      | Линдовский сельсовет                        |
| 292 | Чистяки                        | деревня                       | ↗105      | Краснослободский сельсовет                  |
| 293 | Шерстнево                      | деревня                       | ↗65       | Краснослободский сельсовет                  |
| 294 | Шехонка                        | деревня                       | ↗21       | Краснослободский сельсовет                  |
| 295 | Шлыково                        | деревня                       | ↗43       | Кантауровский сельсовет                     |
| 296 | Шубино                         | деревня                       | ↘145      | Кантауровский сельсовет                     |
| 297 | Юрасово                        | деревня                       | ↘29       | Краснослободский сельсовет                  |
| 298 | Юрино                          | деревня                       | ↘1        | Линдовский сельсовет                        |
| 299 | Яблонное                       | деревня                       | ↗67       | Кантауровский сельсовет                     |
| 300 | Язвицы                         | деревня                       | ↘17       | Линдовский сельсовет                        |
| 301 | Ямново                         | село                          | ↗1525     | Ямновский сельсовет                         |

В 2004 году упразднён посёлок имени М. И. Калинина

## Экономика

### Промышленность
Промышленность округа представлена 31 предприятием. Основные отрасли: стекольная, машиностроение и металлообработка, строительных материалов, чёрная металлургия, топливная, лесная и деревообрабатывающая, лёгкая, пищевая.
Крупнейшее предприятие — ОАО «Борский стекольный завод», объём товарной продукции которого составляет около 60 % общегородского. Другими крупными предприятиями являются ОАО «Нижегородский теплоход», ОАО «Борский трубный завод», ОАО «Борский силикатный завод», ОАО «Борхлеб». По итогам 2007 года отгрузка промышленной продукции крупными и средними предприятиями достигла 14 300,4 млн руб.
- АО «Эй Джи Си Борский стекольный завод» (45,7 % в общем объёме производства городского округа);
- ЗАО «Юроп Фудс» ГБ — 7,5 %;
- ООО «Посуда» — 5,1 %;
- ООО «Берикап» — 4,5 %;
- Филиал ООО «Тубор» — 4,3 %;
- ЗАО «Борский силикатный завод» — 3,2 %;
- ООО «Новые промышленные технологии» — 3,0 %;
- ООО «Тросифоль» — 2,4 %;
- ОАО «Нижегородский теплоход» 1,9 %;
- ООО «Метмаш» 1,8 %;
- ОАО «Борская войлочная фабрика» — 1,4 %;
- ООО «Лесотарасервис» — 1,3 %.

Основные виды выпускаемой продукции: стекло строительное, полированное, триплекс, сталинит, стеклопакеты, сварочные электроды, чугунное и стальное литьё, трубы электросварные, силикатный кирпич, мытая шерсть, войлок, валяная обувь, торговое оборудование, пиломатериалы, хлебобулочные кондитерские изделия, молочная продукция, сухие дегидрированные продукты.

### Сельское хозяйство
В городском округе имеется 11 товариществ сельскохозяйственных производителей, а также крупнейшая в области птицефабрика—племзавод.
| Сельскохозяйственный производственный кооператив «Борский» | 606458, г. Бор, п. Красная Слобода |
| ОАО «Возрождение»                                          | 606481, г. Бор, с. Редькино        |
| ООО «Ивановское»                                           | 606489, г. Бор, с. Ивановское      |
| Агропредприятие «Каликино»                                 | 606473, г. Бор, д. Каликино        |
| ЗАО «Кантаурово»                                           | 606472, г. Бор, с. Кантаурово      |
| СПК «Красная Рамень»                                       | 606487, г. Бор, с. Ямново          |
| Племсовхоз «Линдовский»                                    | 606495, г. Бор, с. Линда           |
| ЗАО «Вымпел»                                               | 606466, г. Бор, с. Спасское        |
| Сельскохозяйственное ОАО «Останкино-С»                     | 606484, г. Бор, с. Останкино       |
| СПК «Плотинковский»                                        | 606499, г. Бор, д. Плотинка        |
| СПК «Редькинский»                                          | 606481, г. Бор, с. Редькино        |
| ООО СХК «ЛиС»                                              | 606462, г. Бор, с. Коврово         |
| СПК «Чистопольский»                                        | 606465, г. Бор, с. Чистое Поле     |
| СООО «Большеорловское»                                     | 606490, г. Бор, п. Большеорловское |
| ОАО «Линдовская птицефабрика-племзавод»                    | 606495, г. Бор, с. Линда           |

## Достопримечательности
В 100 метрах от станции «Борская» канатной дороги расположен парк исторической реконструкции «Pax Romana — парк живой истории». Парк представляет собой собирательный образ участка римского пограничья на рубеже I—II веков н. э. с военным лагерем и небольшого города, развившегося из маркитантского посёлка при лагере.

## Культура и образование

### Учреждения образования
В систему образования городского округа город Бор входят:
- 51 дошкольное учреждение,
- 49 общеобразовательных учреждений,
- 2 школы искусств,
- областной колледж культуры,
- специализированный колледж при стеклозаводе,
- филиал ННГУ им. Н. И. Лобачевского.

### Культура и спорт
В систему организации культурного и спортивного досуга входят:
- физкультурно-оздоровительный комплекс «Красная горка»,
- 40 библиотек,
- 26 клубных учреждений,
- муниципальный театр эстрадно-музыкальной комедии,
- 3 стадиона,
- 4 плавательных бассейна.

В городском округе расположен государственный заповедник «Керженский».

## Медицинские учреждения
- Муниципальное учреждение «Дом отдыха „Филипповский“»,
- Муниципальное учреждение здравоохранения «Борская городская больница № 1»,
- Муниципальное учреждение здравоохранения «Борская городская больница № 2»,
- Больница ФГУП «Приволжский окружной медицинский центр».